# 平斗珊瑚
平斗珊瑚是(學名:Skamnarium complanatum )平斗珊瑚科、平斗珊瑚屬的單型物種，生活在淺水。

## 名字
是希腊语凳子的字母轉寫(音譯)成英語skamnari 。

## 特徵
小的群體長的像一個底座，而在珊瑚的頂端是平的，但如果珊瑚蟲群體收縮，就會形成盤型(上部距離大於下部距離的)。觸手迷你、可伸縮、密集的分布在群體的頂端也受限制的於群體的頂端。縮回觸手八放射線形狀的孔周圍的共骨骼(coenenchyme)會隆起成小丘。
骨針長約4mm，桿狀的，通常是不規則圓形，顏色是白的，偶爾會分支，密集地覆蓋著鋸齒狀小瘤的複合體。骨針會縱向整齊的排列在共骨骼裡面，而且觸手沒有任何的骨針。
觸手顏色是藍灰色，而柄的有著綠色或咖啡色的顏色。

## 分布
目前只發現位於西澳大利亚州南部的羅特尼斯島，分布水深3~13公尺。

## 分類
與相同論點同樣適用於證明將S.complanatum 從軟珊瑚屬(Alcyonium)屬中刪除。 該物種不屬於任何名義上的軟珊瑚屬，因此提出了一個建立新的屬。
在2022年McFadden, van Ofwegen 和 Quattrini在2022年，再次建立一個科。

## 資料來源
1. ↑  . www.marinespecies.org.   [2023-09-21]. （原始内容存档于2023-04-20）.
2. ↑  Phil, Alderslade. .